# Herren von dem Berge

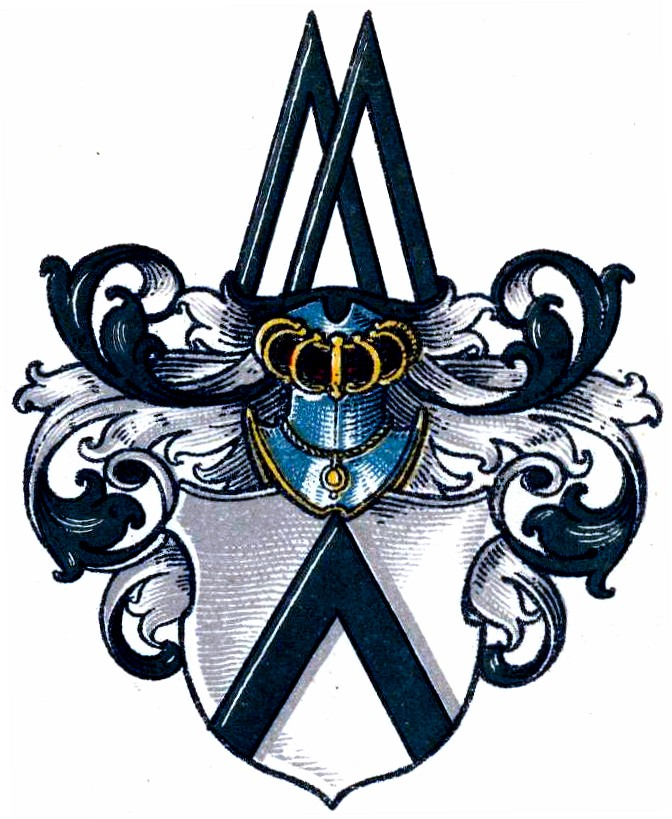
Wappen derer von dem Berge

Die Herren von dem Berge waren ein westfälisches Adelsgeschlecht.

## Geschichte
Das im Münsterland begüterte Geschlecht saß u. a. zu Telgte und Haus Neuengraben im Kirchspiel Enniger. Über den Stammsitz des Geschlechts liegen verschiedene Theorien vor: Haus Berge im Kirchspiel Bork, Haus Berge im Kirchspiel Buer, oder ein späterer Schulzenhof Berge im Kirchspiel Berge, bei Hamm. Während Ledebur und Kneschke sich für Berge im Kirchspiel Bork aussprechen, hält Fahne dies offen. Spießen spricht von „Borg bei Everswinkel“.
Als Vertreter des Geschlechts erscheinen u. a.:
- 1407: Bernhard und Dietrich, Söhne des verstorbenen Dietrich von dem Berge (Bernt ist 1407 Knappe)
- 1509: Bernd von dem Berge und seine Frau Christel, Stiftsdame zu Langenhorst
- 1526: Dietrich von dem Berge verkauft dem Kloster Marienfeld Grundstücke; seine Mutter hieß Anna und war Witwe; seine Frau hieß ebenfalls Anna
- 1580: Dietrich von dem Berge, vom Stift Freckenhorst mit dem Richtershaus zu Hoetmar belehnt; verstorben vor 1611
- 1598: Gert Dietrich von dem Berge zu Neuengraben verheiratet mit Anna von Torck
- 1611: Heinrich von dem Berge, Sohn von Gert Dietrich, zu Freckenhorst belehnt

Das Geschlecht erlosch 1707.

## Wappen
In Silber ein schwarzer Sparren. Auf dem Helm zwei durcheinander gesteckte schwarze Sparren. Die Helmdecken sind schwarz-silber.
Lebedur, Kneschke und Fahne geben abweichend einen goldenen Schild an.